# Leucania completa
Leucania completa là một loài bướm đêm trong họ Noctuidae.